# 文林县
文林县（越南语：／）是越南兴安省下辖的一个县。

## 县名起源
文林县是由文江县和嘉林县各分出一部分组成，县名由二县县名各取一字组成。

## 地理
文林县北接北宁省顺成市社；西北接河内市嘉林县；西南接文江县；南接安美县和美豪市社；东接海阳省锦江县。

## 历史
1999年7月24日，美文县分设为美豪县、文林县和安美县；文林县下辖新光社、乐道社、大同社、指导社、越兴社、良才社、明海社、乐鸿社、徵侧社、亭𢂎社和如琼市镇1市镇10社。

## 行政区划
文林县下辖1市镇10社，县莅如琼市镇。
- 如琼市镇（Thị trấn Như Quỳnh）
- 指导社（Xã Chỉ Đạo）
- 大同社（Xã Đại Đồng）
- 亭𢂎社（Xã Đình Dù）
- 乐道社（Xã Lạc Đạo）
- 乐鸿社（Xã Lạc Hồng）
- 良才社（Xã Lương Tài）
- 明海社（Xã Minh Hải）
- 新光社（Xã Tân Quang）
- 徵侧社（Xã Trưng Trắc）
- 越兴社（Xã Việt Hưng）